# Novophilaenus calatus
Novophilaenus calatus är en insektsart som först beskrevs av Victor Lallemand 1924.  Novophilaenus calatus ingår i släktet Novophilaenus och familjen spottstritar. Inga underarter finns listade i Catalogue of Life.